# トラベレックスジャパン
トラベレックスジャパン株式会社（英語: Travelex Japan K.K.）は、日本で外貨両替業を営む企業。イギリスに本拠を置くトラベレックスの日本法人である。

## 概要
東京シティエアターミナルに1号店を開店。日本国内では、北海道から九州までの主要空港・都市において79店舗余（2017年1月現在）を運営。

## サービス
トラベレックス店舗窓口で外貨の販売・買い取りを行うほか、外貨卸サービス、外貨宅配サービス、外貨自動両替機の運営、海外専用プリペイドカードの発行、外貨両替のスペシャリストならではのさまざまな金融サービスを取り扱っている。

### オンラインでの外貨購入
オンラインで外貨現金の購入が可能で職場や自宅に外貨を宅配する。

### 外貨両替
2013年現在、世界の主要31通貨を取り扱っている。外貨両替クーポンなどをホームページに掲載している。

### 海外専用プリペイドカード
プリペイドタイプの海外専用トラベルマネーカード。トラベラーズチェックの安全性やクレジットカードの利便性を兼ね備えたもの。事前に日本で入金、渡航先のMastercard ATMで現地通貨を引き出せる他、現地のMastercard加盟店でMastercardプリペイドカードのように使用できる。
- トラベレックスマネーカード - 2023年8月23日より販売開始[1]。
- マルチカレンシーキャッシュパスポート - 2014年8月28日提供開始[2]。2023年10月2日をもって新規販売終了[3]。

### 外貨自動両替機
トラベレックスでは世界14カ国に1,250台以上のATMを設置している。日本国内では一台で「日本円から外貨」、「外貨から日本円」への双方向の両替が可能な外貨両替機を設置、運営。日本語と英語、韓国語、中国語で案内を表示し、米ドル、ユーロ、イギリスポンド、中国元、韓国ウォン、オーストラリアドル、台湾ドルの7通貨を取り扱っている（ただし、取扱い通貨は外貨両替機により異なる）。
ただし、日本円から外貨の両替は、米ドルのみですべて20ドル札で出てくる。

### 外貨両替で航空会社のマイレージ付与
店舗での両替、オンラインでの外貨購入でJAL、ANAのマイレージが両替金額に応じて付与される。1万円から付与され、1万円ごとに20ポイント付く。（ただし事前にマイレージカードの提示が必要、オンラインの場合は航空会社のリンクから購入要、トラベレックスリワードプログラムやクレジットカード支払いとの併用不可）

### トラベレックス・レート・アドバンテージ
2008年5月1日より、取扱開始。手数料1,000円の支払いで、両替から90日以内に日本円に戻した際の為替レートが優遇されるサービス。利用条件有り。

### 「Travelex Safe and Comfort Care」
2020年8月よりトラベレックスの新しいサービススタンダード「Travelex Safe and Comfort Care」を始動。新型コロナウイルス感染症（COVID-19）の流行を受け、リアルな海外渡航特集を盛り込んだ「海外渡航者応援ポータルの開設」、トラベレックスを利用した海外渡航者へ渡航時に快適に過ごせるプレゼント無料配布、従業員全員の感染症拡大予防研修などの新しいサービスを始動。

## 終了したサービス

### トラベレックスリワードプログラム
日本のトラベレックス店舗の他、オーストラリア、ニュージーランド、中国、香港のトラベレックスで外貨を両替するとレート割引等の特典を受けれる。入会金・年会費不要。
2022年3月31日を持ってサービス終了。LINEアカウントでのショップカードへ移行。

### ウェスタンユニオン国際送金サービス
2010年7月15日より、ウェスタンユニオンと提携した海外宛送金サービスを一部の店舗で開始した。
2024年3月31日をもって取り扱い終了。